# 증강약제
증강 약제(augmentation agent)는 여러 가지 약재를 섞어 조제한 약을 약제로 표현함에 있어서 정신 의학의 약리학적 처방 및 관리와 관련하여, 증강(augmentation)은 더 나은 치료 결과를 달성하기 위해 이러한 둘 이상의 약물의 조합을 지칭한다.
한편 이러한 명칭 용어는 약리학에서  때때로 신체의 일부 물질의 농도를 증가(증가)시키는 치료법을 설명하는 데 사용되기도 한다. 이것은  호르몬, 효소 또는 다른 내인성 물질이 부족할 때 수행될 수 있다.

## 같이 보기
- 항정신병제제